# Ngỗng xám

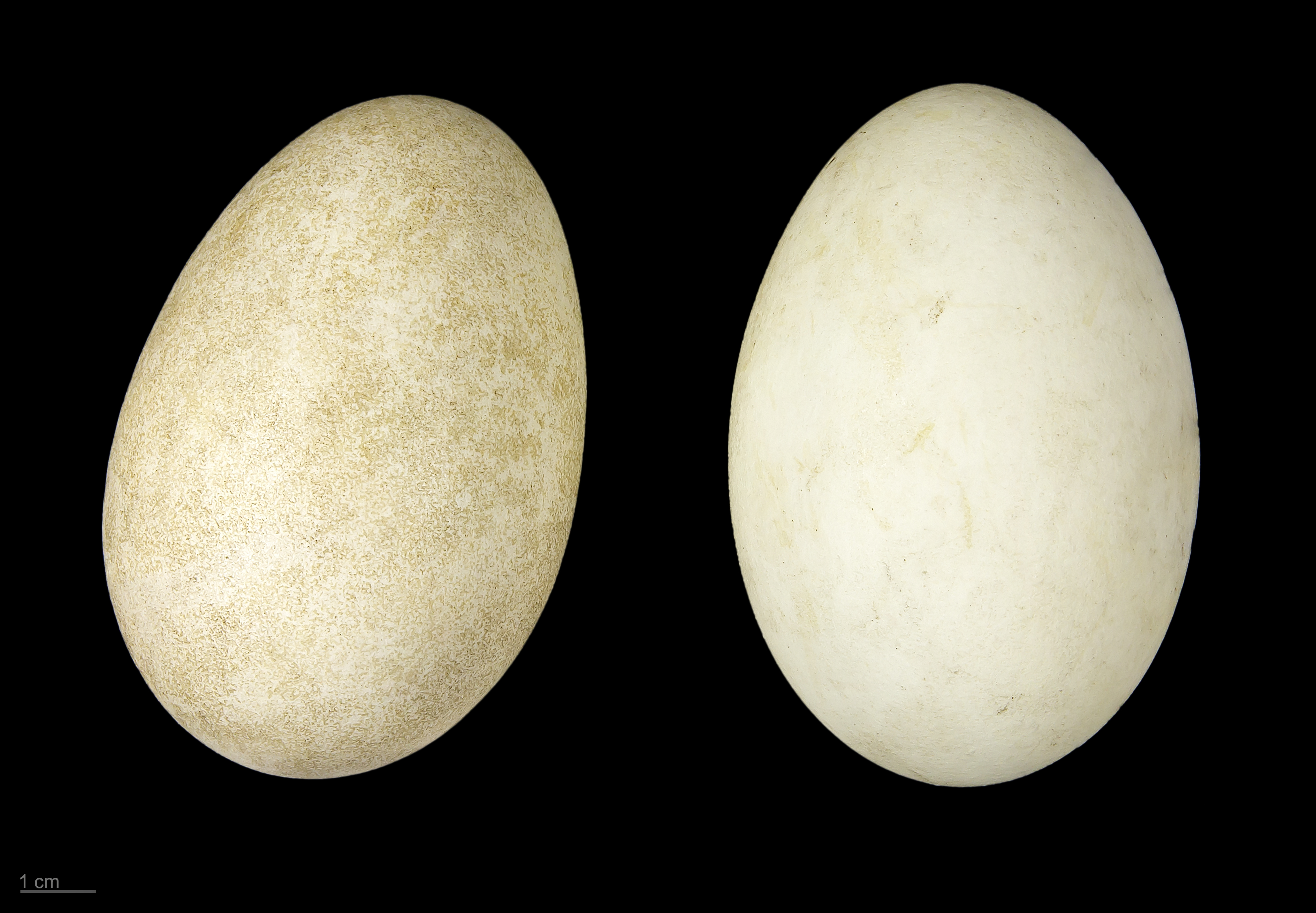
Anser anser

Ngỗng xám (danh pháp khoa học: Anser anser) là một loài ngỗng trong họ vịt. Đây là loài điển hình trong chi Ngỗng.
Là loài chim lớn, nó có chiều dài từ 74 đến 91 cm với trọng lượng trung bình 3,3 kg.

## Phân bố và môi trường sống
Loài này được tìm thấy trên khắp Cựu Thế giới, khu vực sinh sản thích hợp của chúng được tìm thấy ở nhiều quốc gia châu Âu, tuy nhiên nó không còn sinh sản ở tây nam châu Âu. Về phía đông, nó phân bố trải dài qua châu Á đến Trung Quốc. Ở Bắc Mỹ, có cả ngỗng hoang và thuần, chúng có chân xám tương tự, và đôi khi cũng gặp những loài sống rải rác.